# Arie de Jong

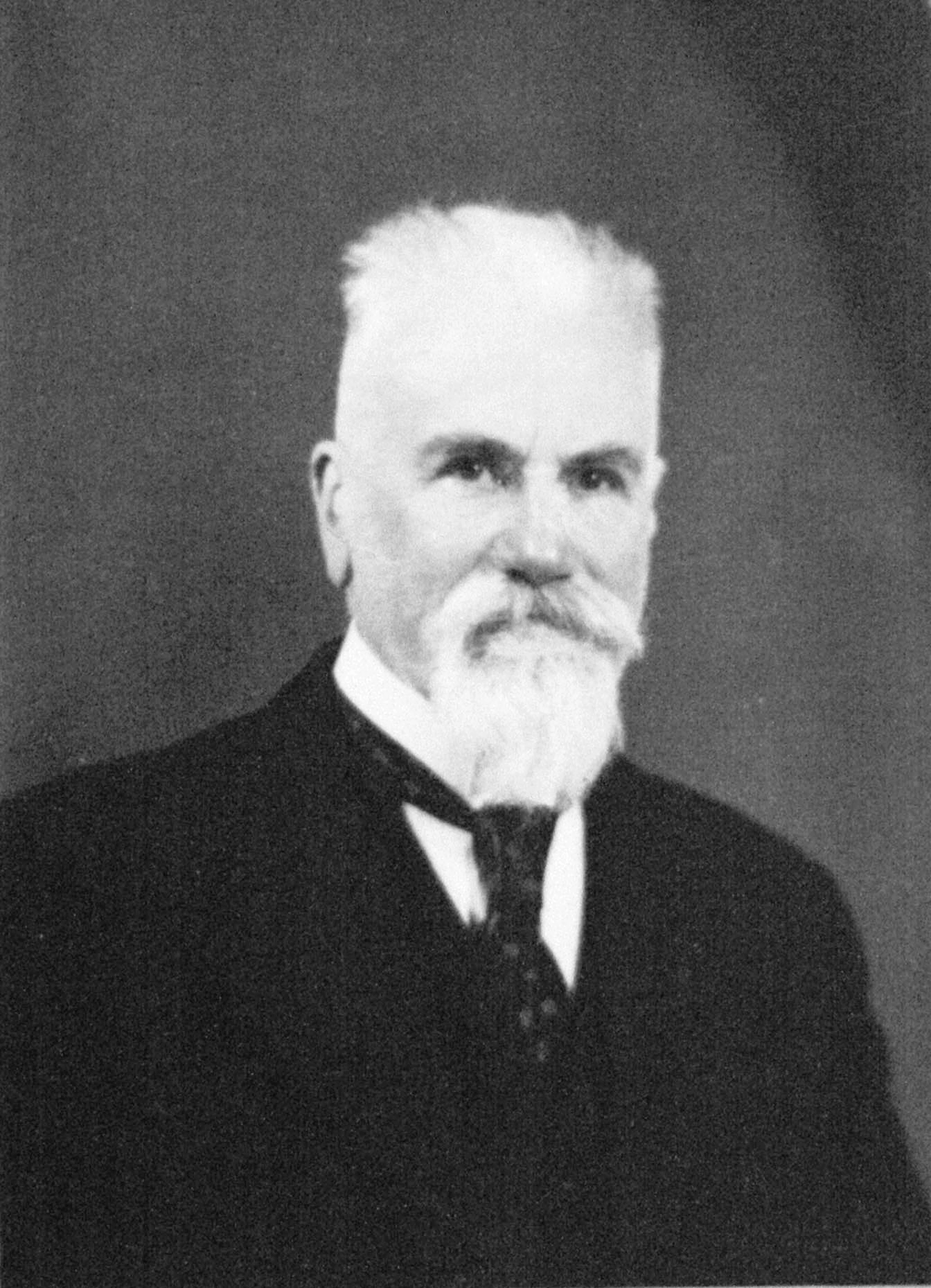
Arie de Jong.

Arie de Jong (18 de octubre de 1865-12 de octubre de 1957) fue un lingüista neerlandés que publicó una reforma de la lengua artificial volapük en 1931. Escribió mucho en y acerca de ese idioma, incluyendo un diccionario alemán-volapük y una traducción del Nuevo Testamento (1952).

## Obras
- 1929. Kurze Volapük-Grammatik. Revisión a cargo de Arie de Jong. Confirmada por Albert Sleumer. Impresa por Jakob Sprenger. Fue publicado en forma manuscrita.
- 1931. Gramat Volapüka. La primera edición fue escrita con el permiso de la Academia de Volapük por Dr. Arie de Jong. Leiden (Holland): Librería y Editorial E. J. Brill.
- 1931. Wörterbuch der Weltsprache: Volapük Dictionary for Germans. 6.ª edición, trabajada por Arie de Jong. Leiden (Holanda): Librería y Editorial E. J. Brill.
- 1932. Leerboek der Wereldtaal. By Dr. Arie de Jong, member of Volapük Academy. Voorburg (Holland): Printer „Repko“.
- 1952. Aperçu de la Volapük. Gams: Sprenger. (Traducción de Kurze Volapük-Grammatik en francés.)
- 1952. Short grammar of Volapük. Gams: Sprenger. (Traducción de Kurze Volapük-Gramatik en inglés.)
- 2012. Wörterbuch der Weltsprache für Deutschsprechende: Vödabuk Volapüka pro Deutänapükans. Edición nueva del diccionario de 1931. Cathair na Mart: Evertype, ISBN 978-1-904808-89-3
- 2012. Gramat Volapüka. Edición nueva de la gramática de 1931. Cathair na Mart: Evertype, ISBN 978-1-904808-94-7

- Datos: Q658330
- Multimedia: Arie de Jong / Q658330